# Kamel Karia
Kamel Karia (ur. 12 grudnia 1950) – tunezyjski piłkarz grający na pozycji bramkarza. W swojej karierze grał w reprezentacji Tunezji.

## Kariera klubowa
Swoją karierę piłkarska Karia rozpoczął w klubie CO Transports, w którym grał w latach 1971-1973. W 1974 roku przeszedł do klubu Espérance Tunis, w którym występował do 1984 roku, czyli do końca swojej kariery. Wraz z Espérance trzykrotnie wywalczył mistrzostwo Tunezji w sezonach 1974/1975, 1975/1976 i 1981/1982 oraz wicemistrzostwo w sezonie 1979/1980. Zdobył też dwa Puchary Tunezji w sezonach 1978/1979 i 1979/1980.

## Kariera reprezentacyjna
W reprezentacji Tunezji Karia zadebiutował w 1976 roku. W 1982 roku powołano go do kadry na Puchar Narodów Afryki 1982. Zagrał w nim w dwóch meczach grupowych: z Kamerunem (1:1) i z Libią (0:2). W kadrze narodowej grał do 1982 roku.